# Ксеноцид
«Ксеноцид» (англ. Xenocide) — науково-фантастичний роман американського письменника Орсона Скотта Карда, третя книга з серії Ігри Ендера. 1992 року номінований на премію Г'юго та Локус за найкращий роман. Назва роману складвється з комбінацією «ксено-», що означає іноземець, та «-цид», — акт вбивства, разом означає акт вбивства популяцій інопланетян; порівнюється з геноцидом.

## Сюжет
На Лузитанії Ендер знаходить світ, де люди, пеквеніно та Королева вуликів можуть жити разом. Однак у Лузитанії є також десколада — вірус, який вбиває всіх заражених людей, але який пеквеніно вимагає, щоб стати дорослими. Конгрес Зоряних Шляхів так побоюється наслідків десколади, якщо вона втече з Лузитанії, що наказали знищити всю планету та всіх, хто на ній живе. Коли Флот уже на шляху, другий ксеноцид здається неминучим.

### Лузитанія
Після подій, описаних «Промовцівід імені мертвих» група героїв описана як вижилі члени бразильської католицької людської колонії на Лузитанії — унікальної планети, населеної суто двома відомими видами розумного чужорідного життя: «маленькими» Пекеніносами та «Королевою вуликів». Пекеніноси — автохтонний вид для планети, тоді як «Королева вуликів» була переселена в цей світ Ендером, частково як спокута за майже повне знищення її виду-мурашника в «Грі Ендера».
Після повстання невеликої людської колонії на Лузитанії в програмі «Спікер для мертвих», щоб захистити майбутнє розумного чужорідного виду, Конгрес «Зоряні Штати» відправляє флот до Лузитанії для відновлення контролю, для досягнення якого потрібно декілька десятків років. Валентайн Віггін під своїм псевдонімом Демосфен публікує низку статей, в яких розкриває присутність на флоті зброї, яка знищує планету «Маленький доктор». Демосфен називає це «другим ксеноцидом», оскільки використання зброї призведе до знищення єдиного відомого розумного чужопланетного життя. Вона також стверджує, що це жорстоке придушення будь-якого колонізованого світу, який прагне до автономії від Конгресу Зоряних Шляхів. Громадський гнів поширюється людством, і повстання майже розгортаються на декількох колоніях.
Придушивши значне невдоволення громадськості, Конгрес Зоряних Шляхів закінчує свій аналіз ситуації, допоки флот перебуває в дорозі. Побоюючись вірусу Десколада, подальших заколотів колоній в інших світах та різних потенційно можливих політичних мотивів, Конгрес Зоряних Шляхів намагається передати наказ флоту про знищення Лузитанії після прибуття. Поговорившись із друзями про те, чи варто вмерти за якусь справу, Джейн (співчутливий Ел, який мешкає у міжзоряній комунікативній мережі) відключає передачі на флот, щоб заблокувати порядок. Як наслідок цієї дії, вона ризикує своїм можливим відключенням та смертю, якщо уряд закриє та знищить міжпланетну мережу. При цьому жодна з відомих менших комп’ютерних систем не може вмістити її свідомість.
Що стосується самої Лузитанії, Ендер намагається знайти рішення для близької катастрофи у вигляді влоту Конгресу, вірусу Десколади та конфліктів між людьми й розумними чужорідними видами. Багато що в Лузитанії зосереджується навколо сім'ї Рібейри, включаючи дружину Ендера Новінью та її дітей. Новінья та Еланора, команда матері-дочки, відповідальна за більшість біологічних досягнень, спрямованих на боротьбу зі складним вірусом Десколада, не впевнені, чи зможуть вони виготовити нешкідливий вірус-замінник. Виникають конфлікти щодо того, чи варто їм це робити, оскільки Десколада невід’ємно пов’язана з життєвими циклами всіх лузитанських організмів і може бути її найчутливішим місцем. Окрім цього, щоб спробувати розробити можливості втечі з планети, Ендер переконує провідного фізика Лузитанії, який створює проблеми, Грего досліджувати нідсвітлові подорожі, попри те, що Грего глузує з цієї ідеї. Третій біолог родини, Куара, переконаний, що Десколада — розумний, самосвідомий вид, і заслуговує на спроби людей комунікувати та зберегти його. Окрім цього брат і сестра, католицький священик, Кім (отець Естевао), вирішив використати віру й теологію для запобігання іншій формі ксеноциду: групі воєначальників-пеквенінів, які хочуть знищити все земне життя за допомогою космічного корабля, несучи на його борту смертельну Десколаду.

### Світ Шляху
Конгрес Зоряних Шляхів бажає повернути свій флот. Адже все інше не вдається, це ставить дилему неможливого зникнення флоту декільком громадянам світу Шляху, культурного планетарного анклаву за зразком раннього Китаю. Культура Шляху зосереджена на богомовних — тих, хто чує голоси богів у формі непереборних примусів і здатний значно перевершити інтелект. Згодом стає ясно, що богомовні Шляху є жертвами жорстокого урядового проєкту: отримавши великий інтелект шляхом генетичної модифікації, вони також були сковані формою обсесивно-компульсивного розладу для контролю над ними. Експеримент проводиться в культурі, яка пов’язана з п’ятьма диктатами — слухайтеся богів, шануйте предків, любіть людей, служите правителям, і лише після цього служіть собі. Це ще один захист від повстання. Надінтелектуальні богословці вважаються найбогобожнішими та найсвятішими з усіх громадян, і будь-які нелояльні думки у свідомості богомольного негайно пригнічуються переважаючою нав'язливою компульсивною поведінкою, яка, як вони вважають, є знаком від богів, що думки хибні. Найповажнішим богословом на Шляху є Хан Фей-Цзи, який розробив договір про запобігання заколоту колоній у декількох світах після статей, опублікованих Демосфеном. Великі звершення очікуються від його дочки та потенційного наступника Хана Циньдзяо, «Славно Яскраво». Сумніваючись у існуванні самих богів, Хань Фейцзи пообіцяв своїй помираючій дружині, що виховуватиме Циньдзяо з непохитною вірою в богомовних. Їм обом Конгрес Зоряних Шляхів доручив розгадати таємницю зникнення флоту Лузитанії. У цьому завданні допомагає їй секретна служниця Хань Циньдзяо, Сі Ванму, її розум (частково) не стримується жорсткою кастовою системою.
Молодий і наївний Цин-дзяо зрештою розкриває особистість Демосфена. Дізнавшись, що Демосфен — це Валентайн Віггін, сестра Ендера, — але Валентайн перебувала на зоряному кораблі, який прямував до Лузитанії протягом останніх тридцяти років, — Циньдзяо робить висновок, що єдиним можливим поясненням є сучасне комп'ютерне програмне забезпечення, тісно пов'язане з мережею зв'язку. Це програмне забезпечення повинно приховувати Демосфена й публікувати її роботи, а також спричиняти зникнення флоту. Джейн розкривається перед Хань Фейцзи, Хань Циндзяо та Сі Ванму, розповідаючи їм про їх генетичне рабство та благаючи про толерантність у своєму звіті Конгресу Зоряних Шляхів.
Вже маючи підозри щодо стану богомовного, Хань Фейцзи приймає звістку про жорстокість Конгресу, як і Сі Ванму, але його дочка Хань Циньдзяо тримається своєї віри, що Демосфен і Джейн є ворогами богів. Відчуваючи зраду свого батька, який жорстоко втратив силу ОСД від нелояльних думок, Циньцзяо сперечається з Джейн. Джейн погрожує відключенням усіх комунікацій на Шляху, але Сі Ваньму розуміє, що це зрештою призведе до знищення планети Конгресом Зоряних Шляхів. Розуміючи, що Джейн справді жива і співчутлива, через сльози Сі Ваньму заявляє, що Джейн не заблокує повідомлення. Однак Циньдзо порівнює Джейн із слугами в кастовій системі Шляху, звичайною комп'ютерною програмою, призначеною для служіння людям, якане містить ні самостійності, ні свідомості.
Розуміючи, що вона вичерпала свої останні можливості зупинити Циньдзяо, Джейн жертвує своїм майбутнім та життям, не бажаючи завдати шкоди Циньдзяо чи людям Шляху. Тріумфальна Циньдзяоо повідомляє про розкриття особи Демосфена, Джейн та долю флоту Конгресу Зоряних Шляхів. Циньдзяо рекомендує узгоджену дату, призначену за декілька місяців від моменту доповіді, для підготовки масштабних заходів щодо встановлення чистих комп'ютерів у міжпланетній мережі, після чого перехід на нову систему вб'є Джейн і дозволить Конгресу знову повністю контролювати ситуацію. Отримавши дозвіл відправити повідомлення, Джейн відновлює зв'язок з флотом, і Конгрес повторно видає наказ флоту знищити Лузитанію.
Хань Фейцзи оговтується від втрати працездатності свого ОСД, зневірившись у діях своєї дочки та його несвідомому сприянні глибокому промиванню мізків для служіння Конгресу. Він разом Сі Ваньму допомагають Джейн та лузитанцям у пошуку рішення щодо катастрофи, яка наближається. Плантер, Пеквеніно на Лузитанії, пропонує своє життя для експерименту, щоб визначити, чи надає Десколада інтелекту пекеніносу, чи вони мають цю здатність вроджено. Зрештою, Еланора Рібейра винаходить можливу модель «реколади»: перетворення Десколади, яка дозволяє рідному життю вижити і зберегти самосвідомість, але не прагне вбити всі інші форми життя. Однак, маючи наявне обладнання, переклади зробити неможливо, і в них закінчується час перед незабаром прибулим флотом.

### Зовнішнє
Поки відбувається це дослідження, на Лузитанії трапляються трагедії. Отець Естевао Рібейра, священик, який намагається відмовити віддалену воюючу секту пекенінівців від їхньої мети нападу на людство, вбитий Воєначальником Батьківського Древа, який взяв Кіма в заручники і відмовив йому в їжі з хімікатами проти десколади, тому десколада заразила та вбив його на 7-й день перебування в заручниках. Грего Рібейра провокує масові заворушення, щоб спалити ліс воєначальника, але жорстокий натовп виходить з-під його контролю і замість цього йде через сусідній ліс Пеквеніно, винищуючи багатьох його мешканців — споконвічних друзів та союзників людства. Згідно з умовами договору з Пеквенінами, Королева вуликів залучається для миру, встановлюючи периметр охорони вуликів-дронів навколо людської колонії та запобігаючи подальшій ескалації насильства між двома групами. Грего замикається у в'язниці, попри те, що зрештою перейшов між вцілілим пеквеніносами та його власним заворушенням. Місто усвідомлює свою жахливу лють і будує каплицю, яка оточує могилу загиблого священика, намагаючись знайти покуту за минулі вчинки.
Нарешті, зроблено прорив. Знання комунікативної мережі Анзібл дозволяє миттєво передавати інформацію, а через знання про те, як Королева Вульків надає свідомість дітям-королевам, Джейн, Грего та Ольхадо відкривають «Зовнішнє». Зовнішнє — це просторово-часовий літак, де спочатку існують аїуаси. (Аїуа — термін для назви шаблону, який визначає будь-яку конкретну структуру Всесвіту, будь то конкретний атом, зірка або чутлива свідомість.) Королева-мурашників у вуликах викликає Зовнішнє після народження, даючи знання новому тілу. Джейн здатна вмістити в своїй величезній обчислювальній потужності схему, який визначає мільярди атомів та загальну структуру, яка складається з простого «зоряного корабля» (трохи більше кімнати), з пасажирами в тому числі, і виводити їх у Зовнішнє. Виводячи їх назовні, де відносне розташування не існує, а потім повертаючи Всередину в інше місце у фізичному Всесвіті, миттєвий проїзд був досягнутий, нарешті, збігаючись з миттєвим спілкуванням Відповідальних та Форміків. Вони швидко домовляються вивести Ендера, Елу та Міро назовні. У той час як Ела знаходиться у Зовнішньому, вона здатна створити вірус реколади, який є безпечною заміною десколади та ліками від генетичного дефекту богомовних. Міро уявляє своє тіло таким, яким воно було до каліцтва паралічем, і після прибуття з Зовнішнього його свідомість опиняється в новому, відновленому тілі. Однак Ендер мимоволі виявляє сюрреалістичне створення нового «Валентайна» та нового «Пітера Віггіна» з його підсвідомості, які втілюють ідеалізовані форми його альтруїстичних та властолюбних сторін.
Реколада починає розповсюджуватися по Лузитанії, перетворюючи раніше смертельний вірус у нешкідливу допомогу для автохтонного життя. Ліки для людей від дефекту генетичного контролю Шляху розподілено, проте Хань Фейцзи трагічно не в змозі переконати свою дочку Циньдзяо, що це був справжній спосіб дій. Дівчина зіткнулася з можливістю того, що їй все життя брехали і прирікали багато розумних видів на знищення, або альтернативній вірі, що все, що вона коли-небудь любила і довіряла, зрадило її — Демосфен, її батько, її друг, її світ. Циньдзяо продовжує свій богомовний обряд відстеження деревного зерна до своєї смерті і вшановується тими, хто на Шляху досі вірить у богів та в останнього справжнього богомовного. Після смерті вона підноситься до статусу бога. Сі Ванму вирушає з Пітером, щоб взяти під контроль Конгрес Зоряних Шляхів, щоб зупинити наближення флоту до Лузитанії. Розпочинаються нові подорожі Валентайна в пошуках планети, на яку населення Лузитанії може евакуюватися. Подальші події описуються в останній з серії книзі «Діти розуму».

## Відгуки
«Ксеноцид» у 1992 році був номінований на премію «Г'юго» за найкращий роман. Станом на 2018 рік на сайті Goodreads роман має рейтинг 3,78 з 5 на основі 120 000 голосів.

## Зв'язок зі «Славним яскравим»
Частини «Славно яскравого» із січня 1991 року перевидавалася на сторінках журналу «Аналог: наукова фантастика та факти» у як частина «Ксеноцида» у главах 1, 3, 5, 7, 9 та 11.